# Campionato europeo femminile di calcio 2022
Il campionato europeo femminile di calcio 2022 (in inglese 2022 UEFA European Women's Football Championship) è stata la 13ª edizione del campionato europeo UEFA per squadre nazionali femminili. S'è tenuta dal 6 al 31 luglio 2022 in Inghilterra, rinviato di un anno rispetto alla data prevista nell'analogo periodo del 2021 per evitare sovrapposizioni con altri eventi posticipati a loro volta di un anno (olimpiadi, europeo maschile) a causa della pandemia di COVID-19.
Il torneo è stato vinto dall'Inghilterra per la prima volta nella storia della manifestazione, dopo aver sconfitto in finale la Germania per 2-1 dopo i tempi supplementari. La finale è stata giocata davanti a un pubblico di 87 192 spettatori, record di presenze per una partita del campionato europeo.

## Struttura del torneo
Il numero di squadre partecipanti alla fase finale è rimasto inalterato a 16. Il torneo si articola su due fasi, una fase a gironi e una fase a eliminazione diretta. Nella fase a gironi le 16 squadre sono sorteggiate in 4 gironi e accedono ai quarti di finale le prime due classificate di ciascun girone.

## Qualificazioni
L'assegnazione del torneo all'Inghilterra fu annunciata il 3 dicembre 2018 a Nyon, essendo la candidatura inglese l'unica pervenuta all'UEFA.
Le qualificazioni iniziarono il 26 agosto 2019 e il completamento slittò di circa sei mesi rispetto alla data ultima del 27 ottobre 2020, perché gli incontri della primavera 2020 furono rinviati a seguito della pandemia di COVID-19. I play-off si tennero il 5 e 13 aprile 2021.
Il sorteggio per la composizione dei gironi si tenne il 21 febbraio 2019 a Nyon. A questa edizione partecipano per la prima volta anche le nazionali di Cipro (alla sua prima partecipazione a un torneo di calcio femminile per nazionali maggiori) e Kosovo (alla sua prima partecipazione a questo torneo). Inoltre, la nazionale dell'Azerbaigian torna a partecipare alle qualificazioni dopo che mancava dalle qualificazioni all'edizione 2009. Alle qualificazioni non partecipano Andorra, Armenia, Bulgaria, Gibilterra, Liechtenstein, Lussemburgo e San Marino.
La fase di qualificazione fu suddivisa in due turni, essendo stato eliminato il turno preliminare:
- gironi di qualificazione: le 47 nazionali sono divise in nove gironi, dei quali due da sei squadre e sette da cinque squadre. Ogni gruppo è giocato con il formato del girone all'italiana. Le nove vincitrici dei gironi e le tre migliori seconde (non contando i risultati contro la sesta classificata di ogni girone) si qualificano direttamente per la fase finale, mentre le sei restanti seconde classificate si giocano la partecipazione alla fase successiva nella fase dei play-off.
- play-off: le sei nazionali rimaste giocano due partite di andata e ritorno per determinare le ultime tre squadre qualificate.

Il 28 febbraio 2022 la FIFA sospese le rappresentative sportive russe dalle competizioni internazionali fino a nuova indicazione a seguito dell'aggressione russa dell'Ucraina. Il 2 maggio successivo l'UEFA ha escluso la Russia dalla competizione, assegnando al Portogallo il posto rimasto vacante.

## Squadre partecipanti
| Pr. | Squadra          | Data di qualificazione certa | Partecipante in quanto                                            | Ultima presenza  |
| --- | ---------------- | ---------------------------- | ----------------------------------------------------------------- | ---------------- |
| 1   | Inghilterra      | 3 dicembre 2018              | Rappresentativa della nazione organizzatrice della fase finale    | Paesi Bassi 2017 |
| 2   | Germania         | 23 ottobre 2020              | Vincitrice del gruppo I di qualificazione                         | Paesi Bassi 2017 |
| 3   | Paesi Bassi      | 23 ottobre 2020              | Vincitrice del gruppo A di qualificazione                         | Paesi Bassi 2017 |
| 4   | Danimarca        | 27 ottobre 2020              | Vincitrice del gruppo B di qualificazione                         | Paesi Bassi 2017 |
| 5   | Norvegia         | 27 ottobre 2020              | Vincitrice del gruppo C di qualificazione                         | Paesi Bassi 2017 |
| 6   | Svezia           | 27 ottobre 2020              | Vincitrice del gruppo F di qualificazione                         | Paesi Bassi 2017 |
| 7   | Francia          | 27 novembre 2020             | Vincitrice del gruppo G di qualificazione                         | Paesi Bassi 2017 |
| 8   | Belgio           | 1º dicembre 2020             | Vincitrice del gruppo H di qualificazione                         | Paesi Bassi 2017 |
| 9   | Islanda          | 1º dicembre 2020             | Seconda del gruppo F di qualificazione                            | Paesi Bassi 2017 |
| 10  | Spagna           | 18 febbraio 2021             | Vincitrice del gruppo D di qualificazione                         | Paesi Bassi 2017 |
| 11  | Finlandia        | 19 febbraio 2021             | Vincitrice del gruppo E di qualificazione                         | Svezia 2013      |
| 12  | Austria          | 23 febbraio 2021             | Seconda del gruppo G di qualificazione                            | Paesi Bassi 2017 |
| 13  | Italia           | 24 febbraio 2021             | Seconda del gruppo B di qualificazione                            | Paesi Bassi 2017 |
| 14  | Svizzera         | 13 aprile 2021               | Vincitrice dei play-off di qualificazione                         | Paesi Bassi 2017 |
| 15  | Irlanda del Nord | 13 aprile 2021               | Vincitrice dei play-off di qualificazione                         | Esordiente       |
| 16  | Portogallo       | 2 maggio 2022                | Perdente dei play-off di qualificazione contro la Russia, esclusa | Paesi Bassi 2017 |

## Stadi
Il torneo viene ospitato in dieci stadi in otto città, pur essendo nove al momento dell'assegnazione del torneo. Nella candidatura iniziale erano presenti gli stadi Meadow Lane di Nottingham e London Road di Peterborough, che sono stati successivamente sostituiti dagli stadi City Ground sempre a Nottingham e St Mary's di Southampton per soddisfare i requisiti UEFA. Lo stadio City Ground è stato poi sostituito col Leigh Sports Village di Leigh per essere sottoposto a ristrutturazione. Il 23 febbraio 2020 è stato annunciato che anche l'Old Trafford di Manchester avrebbe ospitato solamente la prima partita del campionato europeo il 7 luglio 2022, portando così a 10 il numero di impianti.
| Londra                               | Londra | Manchester | Manchester |
| ------------------------------------ | --- | --- | --- |
| Wembley Capacità: 90000              | Brentford Community Stadium Capacità: 17250                                                                                                   | Old Trafford Capacità: 74994 | Manchester City Academy Stadium Capacità: 7000                                                                                                |
|                                      | | | |
| Sheffield                            | Londra Manchester Sheffield Rotherham Southampton Leigh Milton Keynes Brighton Stadi ospitanti i campionati europei di calcio femminile 2022. | Londra Manchester Sheffield Rotherham Southampton Leigh Milton Keynes Brighton Stadi ospitanti i campionati europei di calcio femminile 2022. | Londra Manchester Sheffield Rotherham Southampton Leigh Milton Keynes Brighton Stadi ospitanti i campionati europei di calcio femminile 2022. |
| Bramall Lane Capacità: 32702         | Londra Manchester Sheffield Rotherham Southampton Leigh Milton Keynes Brighton Stadi ospitanti i campionati europei di calcio femminile 2022. | Londra Manchester Sheffield Rotherham Southampton Leigh Milton Keynes Brighton Stadi ospitanti i campionati europei di calcio femminile 2022. | Londra Manchester Sheffield Rotherham Southampton Leigh Milton Keynes Brighton Stadi ospitanti i campionati europei di calcio femminile 2022. |
|                                      | Londra Manchester Sheffield Rotherham Southampton Leigh Milton Keynes Brighton Stadi ospitanti i campionati europei di calcio femminile 2022. | Londra Manchester Sheffield Rotherham Southampton Leigh Milton Keynes Brighton Stadi ospitanti i campionati europei di calcio femminile 2022. | Londra Manchester Sheffield Rotherham Southampton Leigh Milton Keynes Brighton Stadi ospitanti i campionati europei di calcio femminile 2022. |
| Leigh                                | Londra Manchester Sheffield Rotherham Southampton Leigh Milton Keynes Brighton Stadi ospitanti i campionati europei di calcio femminile 2022. | Londra Manchester Sheffield Rotherham Southampton Leigh Milton Keynes Brighton Stadi ospitanti i campionati europei di calcio femminile 2022. | Londra Manchester Sheffield Rotherham Southampton Leigh Milton Keynes Brighton Stadi ospitanti i campionati europei di calcio femminile 2022. |
| Leigh Sports Village Capacità: 12000 | Londra Manchester Sheffield Rotherham Southampton Leigh Milton Keynes Brighton Stadi ospitanti i campionati europei di calcio femminile 2022. | Londra Manchester Sheffield Rotherham Southampton Leigh Milton Keynes Brighton Stadi ospitanti i campionati europei di calcio femminile 2022. | Londra Manchester Sheffield Rotherham Southampton Leigh Milton Keynes Brighton Stadi ospitanti i campionati europei di calcio femminile 2022. |
|                                      | Londra Manchester Sheffield Rotherham Southampton Leigh Milton Keynes Brighton Stadi ospitanti i campionati europei di calcio femminile 2022. | Londra Manchester Sheffield Rotherham Southampton Leigh Milton Keynes Brighton Stadi ospitanti i campionati europei di calcio femminile 2022. | Londra Manchester Sheffield Rotherham Southampton Leigh Milton Keynes Brighton Stadi ospitanti i campionati europei di calcio femminile 2022. |
| Rotherham                            | Milton Keynes | Southampton | Brighton & Hove |
| New York Stadium Capacità: 12021     | Stadium MK Capacità: 30500 | St Mary's Stadium Capacità: 32505 | Falmer Stadium Capacità: 30750 |
|                                      | | | |

## Sorteggio dei gruppi
Il sorteggio per la composizione dei gruppi si è svolto il 28 ottobre 2021 a Manchester, nel Regno Unito. Il sorteggio si sarebbe dovuto inizialmente svolgere tra novembre e dicembre 2020, ma è stato successivamente rinviato a seguito del rinvio del torneo di un anno.
| Fascia 1                                 | Fascia 2                      | Fascia 3                          | Fascia 4                                      |
| ---------------------------------------- | ----------------------------- | --------------------------------- | --------------------------------------------- |
| Inghilterra Paesi Bassi Germania Francia | Svezia Spagna Norvegia Italia | Danimarca Belgio Svizzera Austria | Islanda Portogallo Finlandia Irlanda del Nord |

## Fase a gironi
Si qualificano alla fase a eliminazione diretta le prime due classificate di ciascuno dei quattro gironi.
In caso di parità di punti tra due o più squadre di uno stesso gruppo, le posizioni in classifica verranno determinate prendendo in considerazione, nell'ordine, i seguenti criteri:
1. maggiore numero di punti negli scontri diretti tra le squadre interessate (classifica avulsa);
2. migliore differenza reti negli scontri diretti tra le squadre interessate (classifica avulsa);
3. maggiore numero di reti segnate negli scontri diretti tra le squadre interessate (classifica avulsa);
4. se, dopo aver applicato i criteri dall'1 al 3, permane la parità tra un numero inferiore di squadre, i criteri dall'1 al 3 si riapplicano alle sole squadre in questione. Se continua a persistere la parità tra tutte le squadre, si procede con i criteri dal 5 al 9;
5. migliore differenza reti;
6. maggiore numero di reti segnate;
7. calci di rigore se le squadre in parità, dopo l'applicazione dei criteri precedenti, sono due e si stanno affrontando tra loro nell'ultima giornata;
8. classifica del fair play;
9. posizione del ranking UEFA al momento del sorteggio dei gironi.

### Gruppo A

#### Classifica
| Pos. | Squadra          | Pt | G | V | N | P | GF | GS | DR  |
| ---- | ---------------- | -- | - | - | - | - | -- | -- | --- |
| 1.   | Inghilterra      | 9  | 3 | 3 | 0 | 0 | 14 | 0  | +14 |
| 2.   | Austria          | 6  | 3 | 2 | 0 | 1 | 3  | 1  | +2  |
| 3.   | Norvegia         | 3  | 3 | 1 | 0 | 2 | 4  | 10 | -6  |
| 4.   | Irlanda del Nord | 0  | 3 | 0 | 0 | 3 | 1  | 11 | -10 |

#### Risultati
| Arbitro: | Marta Huerta De Aza |

|          |           |  |
| Mead 16’ | Marcatori |  |

| Arbitro: | Lina Lehtovaara |

|                                                             |           |            |
| Blakstad 10’ Maanum 13’ Graham Hansen 31’ (rig.) Reiten 54’ | Marcatori | 49’ Nelson |

| Arbitro: | Emikar Caldera Barrera |

|                               |           |  |
| Schiechtl 19’ Naschenweng 88’ | Marcatori |  |

| Arbitro: | Riem Hussein |

|                                                                         |           |  |
| Stanway 12’ (rig.) Hemp 15’ White 29’, 41’ Mead 34’, 38’, 81’ Russo 66’ | Marcatori |  |

| Arbitro: | Esther Staubli |

|  |           |                                                      |
|  | Marcatori | 41’ Kirby 45’ Mead 48’, 53’ Russo 76’ (aut.) Burrows |

| Arbitro: | Kateryna Monzul' |

|           |           |  |
| Billa 37’ | Marcatori |  |

### Gruppo B

#### Classifica
| Pos. | Squadra   | Pt | G | V | N | P | GF | GS | DR |
| ---- | --------- | -- | - | - | - | - | -- | -- | -- |
| 1.   | Germania  | 9  | 3 | 3 | 0 | 0 | 9  | 0  | +9 |
| 2.   | Spagna    | 6  | 3 | 2 | 0 | 1 | 5  | 3  | +2 |
| 3.   | Danimarca | 3  | 3 | 1 | 0 | 2 | 1  | 5  | -4 |
| 4.   | Finlandia | 0  | 3 | 0 | 0 | 3 | 1  | 8  | -7 |

#### Risultati
| Arbitro: | Kateryna Monzul' |

|                                                              |           |              |
| Paredes 26’ Bonmatí 41’ L. García 75’ Caldentey 90+5’ (rig.) | Marcatori | 1’ Sällström |

| Arbitro: | Esther Staubli |

|                                               |           |  |
| Magull 21’ Schüller 57’ Lattwein 78’ Popp 86’ | Marcatori |  |

| Arbitro: | Iuliana Demetrescu |

|            |           |  |
| Harder 72’ | Marcatori |  |

| Arbitro: | Stéphanie Frappart |

|                  |           |  |
| Bühl 3’ Popp 37’ | Marcatori |  |

| Arbitro: | Tess Olofsson |

|  |           |                                    |
|  | Marcatori | 40’ Kleinherne 48’ Popp 63’ Anyomi |

| Arbitro: | Rebecca Welch |

|  |           |             |
|  | Marcatori | 90’ Cardona |

### Gruppo C
Nel girone C era stata inserita la nazionale russa, che il 28 febbraio 2022 è stata sospesa dalla partecipazione alle competizioni FIFA e UEFA, per poi essere esclusa definitivamente il 2 maggio successivo e sostituita dalla nazionale portoghese.

#### Classifica
| Pos. | Squadra     | Pt | G | V | N | P | GF | GS | DR |
| ---- | ----------- | -- | - | - | - | - | -- | -- | -- |
| 1.   | Svezia      | 7  | 3 | 2 | 1 | 0 | 8  | 2  | +6 |
| 2.   | Paesi Bassi | 7  | 3 | 2 | 1 | 0 | 8  | 4  | +4 |
| 3.   | Svizzera    | 1  | 3 | 0 | 1 | 2 | 4  | 8  | -4 |
| 4.   | Portogallo  | 1  | 3 | 0 | 1 | 2 | 4  | 10 | -6 |

#### Risultati
| Arbitro: | Jana Adámková |

|                        |           |                 |
| Gomes 59’ J. Silva 66’ | Marcatori | 2’ Sow 5’ Kiwic |

| Arbitro: | Cheryl Foster |

|           |           |               |
| Roord 52’ | Marcatori | 36’ Andersson |

| Arbitro: | Marta Huerta De Aza |

|                        |           |              |
| Rolfö 53’ Bennison 79’ | Marcatori | 55’ Bachmann |

| Arbitro: | Ivana Martinčić |

|                                               |           |                                   |
| Egurrola 7’ van der Gragt 16’ van de Donk 62’ | Marcatori | 38’ (rig.) C. Costa 47’ Di. Silva |

| Arbitro: | Iuliana Demetrescu |

|              |           |                                                          |
| Reuteler 53’ | Marcatori | 49’ (aut.) Crnogorčević 84’, 90+5’ Leuchter 90+4’ Pelova |

| Arbitro: | Stéphanie Frappart |

|                                                                                |           |  |
| Angeldahl 21’, 45’ C. Costa 45+7’ (aut.) Asllani 54’ (rig.) Blackstenius 90+1’ | Marcatori |  |

### Gruppo D

#### Classifica
| Pos. | Squadra | Pt | G | V | N | P | GF | GS | DR |
| ---- | ------- | -- | - | - | - | - | -- | -- | -- |
| 1.   | Francia | 7  | 3 | 2 | 1 | 0 | 8  | 3  | +5 |
| 2.   | Belgio  | 4  | 3 | 1 | 1 | 1 | 3  | 3  | 0  |
| 3.   | Islanda | 3  | 3 | 0 | 3 | 0 | 3  | 3  | 0  |
| 4.   | Italia  | 1  | 3 | 0 | 1 | 2 | 2  | 7  | -5 |

#### Risultati
| Arbitro: | Tess Olofsson |

|                          |           |                    |
| Vanhaevermaet 67’ (rig.) | Marcatori | 50’ Þorvaldsdóttir |

| Arbitro: | Rebecca Welch |

|                                              |           |              |
| Geyoro 9’, 40’, 45’ Katoto 12’ Cascarino 38’ | Marcatori | 76’ Piemonte |

| Arbitro: | Lina Lehtovaara |

|                 |           |                    |
| Bergamaschi 62’ | Marcatori | 3’ Vilhjálmsdóttir |

| Arbitro: | Cheryl Foster |

|                          |           |            |
| Diani 6’ Mbock Bathy 41’ | Marcatori | 36’ Cayman |

| Arbitro: | Jana Adámková |

|                              |           |           |
| Brynjarsdóttir 90+12’ (rig.) | Marcatori | 1’ Malard |

| Arbitro: | Ivana Martinčić |

|  |           |               |
|  | Marcatori | 49’ De Caigny |

## Fase a eliminazione diretta

### Tabellone
|  | Quarti di finale | Quarti di finale  | Quarti di finale |          |                   | Semifinali        | Semifinali | Semifinali |  |  | Finale | Finale | Finale |  |
|  |                  |                   |                  |          |                   |                   |            |            |  |  |        |        |        |  |
|  | 1A               | Inghilterra (dts) | 2                |          |                   |                   |            |            |  |  |        |        |        |  |
|  | 1A               | Inghilterra (dts) | 2                |          |                   |                   |            |            |  |  |        |        |        |  |
|  | 2B               | Spagna            | 1                |          |                   |                   |            |            |  |  |        |        |        |  |
|  | 2B               | Spagna            | 1                |          | Inghilterra       | Inghilterra       | 4          |            |  |  |        |        |        |  |
|  |                  |                   |                  |          | Inghilterra       | Inghilterra       | 4          |            |  |  |        |        |        |  |
|  |                  |                   | Svezia           | Svezia   | 0                 |                   |            |            |  |  |        |        |        |  |
|  | 1C               | Svezia            | Svezia           | Svezia   | 0                 | 1                 |            |            |  |  |        |        |        |  |
|  | 1C               | Svezia            |                  |          |                   |                   |            |            |  |  |        |        |        |  |
|  | 2D               | Belgio            | 0                |          |                   |                   |            |            |  |  |        |        |        |  |
|  | 2D               | Belgio            | 0                |          | Inghilterra (dts) | Inghilterra (dts) | 2          |            |  |  |        |        |        |  |
|  |                  |                   |                  |          |                   |                   |            |            |  |  |        |        |        |  |
|  |                  |                   | Germania         | Germania | 1                 |                   |            |            |  |  |        |        |        |  |
|  | 1B               | Germania          | Germania         | Germania | 1                 | 2                 |            |            |  |  |        |        |        |  |
|  | 1B               | Germania          |                  |          |                   |                   |            |            |  |  |        |        |        |  |
|  | 2A               | Austria           | 0                |          |                   |                   |            |            |  |  |        |        |        |  |
|  | 2A               | Austria           | 0                |          | Germania          | Germania          | 2          |            |  |  |        |        |        |  |
|  |                  |                   |                  |          | Germania          | Germania          | 2          |            |  |  |        |        |        |  |
|  |                  |                   | Francia          | Francia  | 1                 |                   |            |            |  |  |        |        |        |  |
|  | 1D               | Francia (dts)     | Francia          | Francia  | 1                 | 1                 |            |            |  |  |        |        |        |  |
|  | 1D               | Francia (dts)     |                  |          |                   |                   |            |            |  |  |        |        |        |  |
|  | 2C               | Paesi Bassi       | 0                |          |                   |                   |            |            |  |  |        |        |        |  |

### Quarti di finale
| Arbitro: | Stéphanie Frappart |

|                       |           |              |
| Toone 84’ Stanway 96’ | Marcatori | 54’ González |

| Arbitro: | Rebecca Welch |

|                     |           |  |
| Magull 25’ Popp 90’ | Marcatori |  |

| Arbitro: | Kateryna Monzul' |

|                |           |  |
| Sembrant 90+2’ | Marcatori |  |

| Arbitro: | Ivana Martinčić |

|                      |           |  |
| Périsset 102’ (rig.) | Marcatori |  |

### Semifinali
| Arbitro: | Esther Staubli |

|                                         |           |  |
| Mead 34’ Bronze 48’ Russo 68’ Kirby 76’ | Marcatori |  |

| Arbitro: | Cheryl Foster |

|               |           |                   |
| Popp 34’, 76’ | Marcatori | 44’ (aut.) Frohms |

### Finale
| Arbitro: | Kateryna Monzul' |

|                      |           |            |
| Toone 62’ Kelly 111’ | Marcatori | 79’ Magull |

## Statistiche

### Classifica marcatrici
Fonte: sito web UEFA.
6 reti
- Alexandra Popp
- Bethany Mead

4 reti
- Alessia Russo

3 reti
- Grace Geyoro
- Lina Magull

2 reti
- Fran Kirby
- Ella Toone
- Georgia Stanway (1 rig.)
- Ellen White
- Romée Leuchter
- Filippa Angeldahl

1 rete
- Nicole Billa
- Katharina Naschenweng
- Katharina Schiechtl
- Janice Cayman
- Tine De Caigny
- Justine Vanhaevermaet (1 rig.)
- Pernille Harder
- Linda Sällström
- Delphine Cascarino
- Kadidiatou Diani
- Marie-Antoinette Katoto
- Melvine Malard
- Griedge Mbock Bathy
- Ève Périsset (1 rig.)
- Nicole Anyomi
- Klara Bühl
- Sophia Kleinherne
- Lena Lattwein
- Lea Schüller
- Lucy Bronze
- Lauren Hemp
- Chloe Kelly
- Julie Nelson
- Dagný Brynjarsdóttir (1 rig.)
- Berglind Þorvaldsdóttir
- Karólína Lea Vilhjálmsdóttir
- Valentina Bergamaschi
- Martina Piemonte
- Julie Blakstad
- Caroline Graham Hansen (1 rig.)
- Frida Leonhardsen Maanum
- Guro Reiten
- Damaris Egurrola
- Victoria Pelova
- Jill Roord
- Daniëlle van de Donk
- Stefanie van der Gragt
- Carole Costa (1 rig.)
- Diana Gomes
- Diana Silva
- Jéssica Silva
- Aitana Bonmatí
- Mariona Caldentey (1 rig.)
- Marta Cardona
- Lucía García
- Esther González
- Irene Paredes
- Jonna Andersson
- Kosovare Asllani (1 rig.)
- Hanna Bennison
- Stina Blackstenius
- Fridolina Rolfö
- Linda Sembrant
- Ramona Bachmann
- Rahel Kiwic
- Géraldine Reuteler
- Coumba Sow

Autoreti
- Merle Frohms (1 pro Francia)
- Kelsie Burrows (1 pro Inghilterra)
- Carole Costa (1 pro Svezia)
- Ana-Maria Crnogorčević (1 pro Paesi Bassi)

### Premi
I seguenti premi sono stati concessi dalla UEFA al termine del torneo.
| Giocatrice del torneo                           | Giocatrice del torneo                             | Giocatrice del torneo                            |
| ----------------------------------------------- | ------------------------------------------------- | ------------------------------------------------ |
| Bethany Mead                                    |                                                   |                                                  |
| Miglior giovane del torneo                      |                                                   |                                                  |
| Lena Oberdorf                                   |                                                   |                                                  |
| Golden Boot                                     | Silver Boot                                       | Bronze Boot                                      |
| Bethany Mead 6 reti 5 assist 450 minuti giocati | Alexandra Popp 6 reti 0 assist 361 minuti giocati | Alessia Russo 4 reti 1 assist 265 minuti giocati |

Squadra del torneo
| Portiere   | Difensori                                                     | Centrocampisti                           | Attaccanti                             |
| ---------- | ------------------------------------------------------------- | ---------------------------------------- | -------------------------------------- |
| Mary Earps | Giulia Gwinn Leah Williamson Marina Hegering Sakina Karchaoui | Keira Walsh Lena Oberdorf Aitana Bonmatí | Bethany Mead Alexandra Popp Klara Bühl |